# Raoul Hausmann

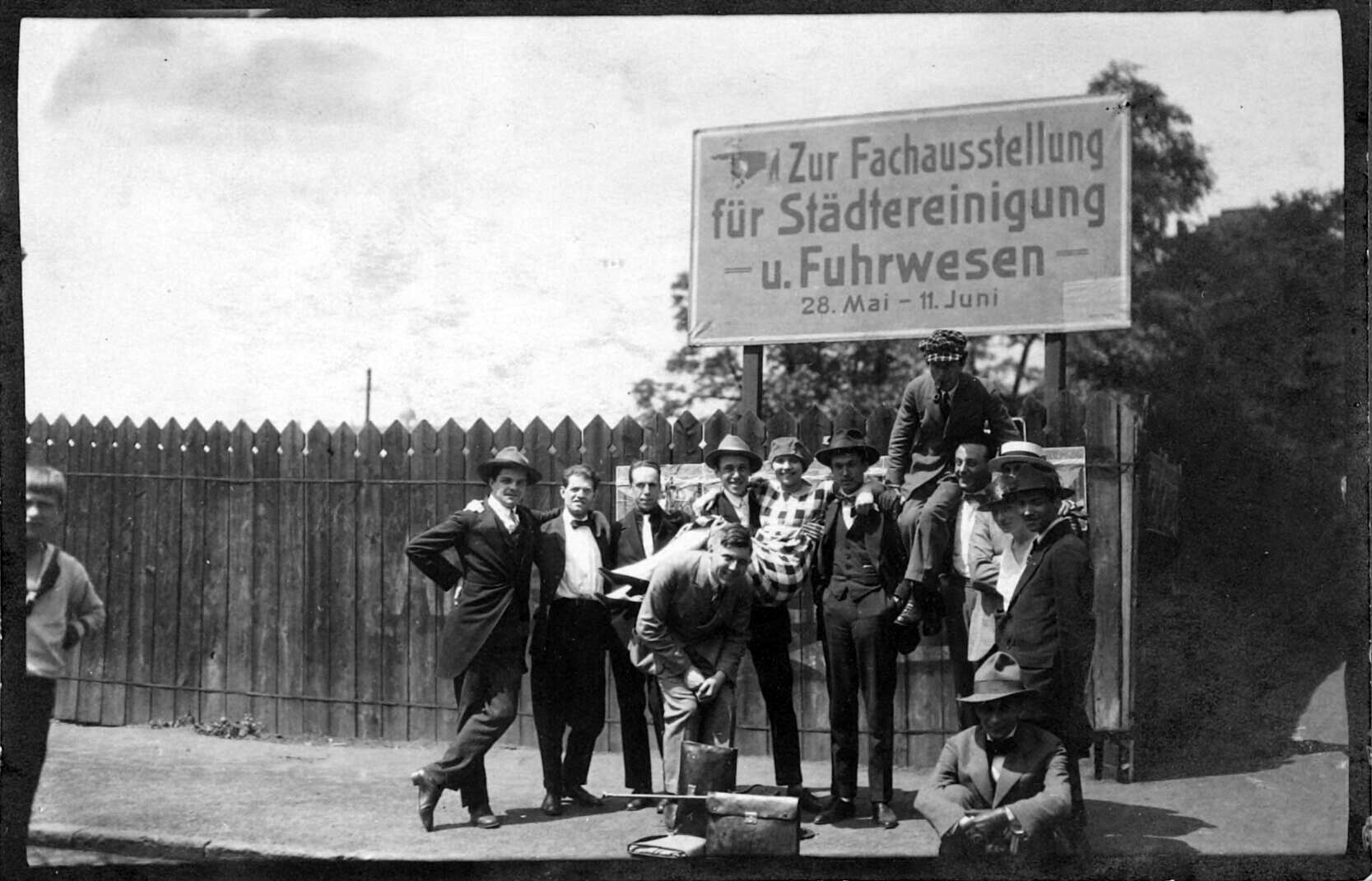
International Congress of Progressive Artists 1922. Con il papillon, Hausmann. Con lui Theo van Doesburg, Hans Richter, El Lissitzky, Hannah Höch

Raoul Hausmann (Vienna, 12 luglio 1886 – Limoges, 1º febbraio 1971) è stato un artista austriaco.

## Biografia
Raoul Hausmann rappresenta una delle figure chiave del Dada berlinese e della cultura dell'arte figurativa del '900. I suoi collages fotografici sperimentali, assemblaggi polimaterici, poemi sonori e critiche alle istituzioni ebbero infatti una profonda influenza sull'Avanguardia europea del primo dopoguerra. E non certo a caso la sua "testa meccanica" del 1920 è considerata una delle icone del '900. 
Visse a lungo a Berlino e a Weimar come docente presso la Bauhaus. Durante il nazismo, per sfuggire alle persecuzioni che colpirono gli esponenti delle avanguardie si trasferì prima a Ibiza, poi a Zurigo e a Praga, e infine a Limoges, dove si fermerà dopo la guerra e dove vivrà sino alla morte.
Ha avuto un ruolo centrale nel movimento Dada berlinese, lavorando in particolare in campo fotografico. È considerato l'inventore del fotomontaggio, tecnica che ha trasmesso a Paul Citroen, il suo allievo prediletto. Negli anni '60 la sua figura e la sua visione ha avuto grande influenza anche sugli artisti americani della pop art, come Yves Klein e Robert Rauschenberg che con lui hanno intrecciato importanti scambi epistolari.

## Scoperta
Nel 2011 è stata ritrovata una scultura lignea "L'uomo muratore" di cui si è occupato il critico d'arte Daniele Menicucci.